# Erythrodiplax gomesi
Erythrodiplax gomesi är en trollsländeart som beskrevs av Santos 1946. Erythrodiplax gomesi ingår i släktet Erythrodiplax och familjen segeltrollsländor. Inga underarter finns listade i Catalogue of Life.